# Cambarus catagius
Cambarus catagius är en kräftdjursart som beskrevs av Hobbs och Perkins 1967. Cambarus catagius ingår i släktet Cambarus och familjen Cambaridae. IUCN kategoriserar arten globalt som otillräckligt studerad. Inga underarter finns listade i Catalogue of Life.